# 烏達蘭省
烏達蘭省（法語：Oudalan）是布基納法索薩赫勒大區中部的一個省，面積9,797平方公里。2006年人口197,240人。首府戈羅姆戈羅姆。
本區下轄五縣。